# Tom Scott
Thomas "Tom" Scott, född 25 november 1984, är en brittisk youtubare, programmerare och tidigare programledare för programmet Gadget Geeks på Sky One. Han bor i London och är ursprungligen från Nottinghamshire. Han är mest känd för sin YouTube-kanal där han besöker och berättar om intressanta platser världen över, gör olika experiment, förklarar koncept inom datavetenskap och lingvistik och testar diverse tävlingskoncept tillsammans med andra personer. Tidigare hade han, tillsammans med vännen Matt Gray, en YouTube-serie vid namn "The Park Bench" där Scott och Gray varje vecka satt på parkbänkar och diskuterade diverse ting, ofta inblickar bakom kulisserna på Toms YouTube-kanal. Han har även YouTube-kanalen "Tom Scott plus", där han provar på olika saker tillsammans med andra personer. Ordet "plus" i namnet syftar på just att han gör saker tillsammans med någon annan i varje video. Utöver detta är han även programledare för frågesportspodcasten Lateral och tillsammans med vännerna Matt Gray, Chris Joel och Gary Brannan del av komedigruppen The Technical Difficulties, som tillsammans spelat in olika former av underhållningsvideor och gjort liveshower.
Ett mer udda inslag är att han som brittisk talesperson för "Talk like a Pirate Day" även ställde upp i valet i London som "Mad Cap'n Tom" och enligt egen utsago fick en röst från en av bröderna Gallagher i bandet Oasis. Orsaken till att han ställde upp i valet var ett förlorat vad angående om Saints skulle vinna Super Bowl.